# Liste des lieux historiques nationaux du Canada à Terre-Neuve-et-Labrador
Voici la liste des lieux historiques nationaux du Canada (anglais : National Historic Sites of Canada) situé à Terre-Neuve-et-Labrador. En mars 2011, on compte 44 lieux historiques nationaux à Terre-Neuve-et-Labrador, dont neuf sont administrés par Parcs Canada. De ce nombre, il faut rajouté aussi deux sites qui ont perdu leur désignations.
Les noms des sites correspondent à ceux donnés par la commission des lieux et monuments historiques du Canada, qui peuvent être différents de ceux donnés par le milieu local.

## Lieux historiques nationaux
| Lieu                                                          | Désignation | Municipalité                                                | Description | Photo                                          |
| ------------------------------------------------------------- | ----------- | ----------------------------------------------------------- | --- | ---------------------------------------------- |
| Ancien siège social du chemin de fer de Terre-Neuve           | 1988        | Saint-Jean 47° 33′ 16″ N, 52° 42′ 49″ O                     | Siège administratif et terminus du réseau ferroviaire de Terre-Neuve (1903) |                                                |
| Ancienne banque de la British North America (en)              | 1990        | Saint-Jean 47° 33′ 57″ N, 52° 42′ 24″ O                     | Beau spécimen du style à l'italienne, 1848-1850 | id=Ancienne banque de la British North America |
| Ancienne gare de Carbonear (Newfoundland Railway)             | 1988        | Carbonear 47° 44′ 15″ N, 53° 13′ 47″ O                      | Édifice représentatif des gares du réseau ferroviaire de Terre-Neuve (1917) |                                                |
| Arrondissement historique de Battle Harbour                   | 1996        | Division No. 10, Subdivision B 52° 16′ 00″ N, 55° 35′ 13″ O | District évoquant les petits ports de pêche isolés de Terre-Neuve et du Labrador au XIXe siècle et au début du XXe siècle                                                                         |                                                |
| Arrondissement historique de la rue Water (en)                | 1987        | Saint-Jean 47° 33′ 45″ N, 52° 42′ 31″ O                     | Secteur qui constituait le centre commercial de Saint-Jean au milieu du XIXe siècle |                                                |
| Arrondissement historique de Port Union                       | 1999        | Trinity Bay North 48° 29′ 51″ N, 53° 04′ 56″ O              | Ville construite et administrées par un syndicat |                                                |
| Arrondissement historique de Rennie's Mill Road (en)          | 1987        | Saint-Jean 47° 34′ 16″ N, 52° 42′ 34″ O                     | Bel exemple de rue résidentielle du XIXe siècle |                                                |
| Arrondissement religieux de St. John's                        | 2008        | Saint-Jean 47° 34′ 04″ N, 52° 42′ 41″ O                     | Symbolise l'étendue de la participation des confessions à la création et à l'évolution des institutions spirituelles et philanthropiques, des organismes caritatifs et des maisons d'enseignement |                                                |
| Basilique catholique St. John the Baptist                     | 1983        | Saint-Jean 47° 34′ 02″ N, 52° 42′ 36″ O                     | Basilique romane datant de 1839, symbole de l'influence de l'église catholique à Terre-Neuve (1839-55)                                                                                            |                                                |
| Bâtiments Murray (en)                                         | 1976        | Saint-Jean 47° 34′ 08″ N, 52° 42′ 30″ O                     | Bâtiments commerciaux du milieu du XIXe siècle construits au bord de l'eau |                                                |
| Carrières de pierre à savon Fleur de Lys                      | 1982        | Fleur de Lys 50° 07′ 10″ N, 56° 07′ 26″ O                   | Extraction de la pierre par les Esquimaux du Dorset |                                                |
| Castle Hill                                                   | 1968        | Placentia 47° 15′ 05″ N, 53° 58′ 17″ O                      | Fortifications françaises et britanniques des XVIIe et XVIIIe siècles | Castle Hill                                    |
| Cathédrale anglicane St. John the Baptist (en)                | 1979        | Saint-Jean 47° 33′ 55″ N, 52° 42′ 30″ O                     | Remarquable spécimen du style néo-gothique, 1847, œuvre de l'architecte George Gilbert Scott |                                                |
| Club des officiers Crow's Nest                                | 2011        | Saint-Jean 47° 34′ 04″ N, 52° 42′ 12″ O                     | |                                                |
| Christ Church / église de Quidi Vidi                          | 1966        | Saint-Jean 47° 34′ 58″ N, 52° 40′ 43″ O                     | Vieille église représentative de l'architecture des villages isolés de Terre-Neuve au XIXe siècle (1842)                                                                                          |                                                |
| Colonie d'Avalon                                              | 1953        | Ferryland 47° 01′ 22″ N, 52° 52′ 49″ O                      | Emplacement du premier établissement anglais au Canada, 1621 |                                                |
| Cottage Hawthorne (en)                                        | 1978        | Brigus 47° 32′ 37″ N, 53° 12′ 39″ O                         | Cottage Pittoresque, résidence du capitaine Robert Bartlett de 1875 à 1946 |                                                |
| Cottage Mallard                                               | 1983        | Saint-Jean 47° 34′ 54″ N, 52° 40′ 42″ O                     | Édifice vernaculaire construit par des immigrants irlandais, 1820-1840 |                                                |
| Défenses côtières de la Seconde Guerre Mondiale de St. John's | 1993        | Saint-Jean 47° 33′ 49″ N, 52° 40′ 47″ O                     | Port de rassemblement de convois à l'abri du danger, Seconde Guerre mondiale; le rempart de l'Atlantique                                                                                          |                                                |
| Édifice du Câble                                              | 2008        | Bay Roberts 47° 35′ 47″ N, 53° 15′ 16″ O                    | A été une véritable clé de voûte des communications transatlantiques et de la formation du réseau de la Western Union Telegraph Company                                                           |                                                |
| Église catholique St. Patrick's (en)                          | 1990        | Saint-Jean 47° 33′ 13″ N, 52° 43′ 01″ O                     | Grande église néo-gothique construite en 1864-81 |                                                |
| Établissement-Ryan (en)                                       | 1987        | Bonavista 48° 38′ 53″ N, 53° 06′ 46″ O                      | Ensemble de bâtiments liés à l'industrie de la pêche sur la côte Est |                                                |
| Fort Amherst                                                  | 1951        | Saint-Jean 47° 33′ 49″ N, 52° 40′ 50″ O                     | Emplacement des fortifications de 1777 dans le port de St. John's |                                                |
| Fort Townshend                                                | 1951        | Saint-Jean 47° 33′ 58″ N, 52° 42′ 44″ O                     | Quartier général de la garnison de Terre-Neuve, 1779-1871 |                                                |
| Fort William (en)                                             | 1952        | Saint-Jean 47° 34′ 15″ N, 52° 42′ 02″ O                     | A été le tout premier quartier général de la garnison britannique mise en place à Terre-Neuve en 1697                                                                                             |                                                |
| Hôtel du Gouverneur (en)                                      | 1982        | Saint-Jean 47° 34′ 19″ N, 52° 42′ 18″ O                     | Résidence du gouverneur (1827-1831) |                                                |
| Indian Point                                                  | 1978        | Division No. 6, Subdivision A 48° 47′ 44″ N, 56° 34′ 38″ O  | Site béothuk bien étudié |                                                |
| Kitjigattalik - les Carrières de Chert de Ramah               | 2014        | Division No. 11, Subdivision E 58° 58′ 36″ N, 63° 11′ 09″ O | Site d'une pierre semi-translucide gris clair peu commune avec des bandes foncées appelées chert de Ramah, matière première préférée des amérindiens de l'archaïque maritime                      |                                                |
| L'Anse Amour                                                  | 1978        | Division No. 10, Subdivision A 51° 28′ 49″ N, 56° 51′ 59″ O | Sépultures, culture archaïque des Maritimes; on y trouve le plus ancien monument funéraire connu du Nouveau Monde, qui remonte à une période située entre 6100 et 6600 av. J.-C.                  |                                                |
| L'Anse aux Meadows                                            | 1968        | Division No. 9, Subdivision D 51° 35′ 43″ N, 55° 31′ 59″ O  | Seul établissement Viking pour lequel il existe des preuves archéologiques en Amérique du Nord · Patrimoine mondial (1978)                                                                        |                                                |
| Mission de Hebron                                             | 1976        | Division No. 11, Subdivision E 58° 11′ 58″ N, 62° 37′ 33″ O | Lieu de catéchisation des Inuits de l'endroit et servi, en même temps, de lieu d'enseignement et de commerce et de dispensaire; exemple de l'architecture des missions moraves (1829-37)          |                                                |
| Mission de Hopedale                                           | 1970        | Hopedale 55° 27′ 27″ N, 60° 12′ 47″ O                       | Symbole de l'interaction entre les Inuits du Labrador et les missionnaires moraves; exemple de l'architecture de la mission morave au Labrador                                                    |                                                |
| Okak                                                          | 1978        | Division No. 11, Subdivision E 57° 33′ 52″ N, 61° 58′ 59″ O | Une série de sites archéologiques qui témoignent d'une longue période d'occupation autochtone, depuis les peuples de l'archaïque maritime jusqu'aux actuels Inuits du Labrador                    |                                                |
| Palais de justice de Harbour Grace                            | 1966        | Harbour Grace 47° 41′ 44″ N, 53° 12′ 45″ O                  | Le plus ancien palais de justice de Terre-Neuve (1830) |                                                |
| Palais de justice de St. John's                               | 1981        | Saint-Jean 47° 33′ 53″ N, 52° 42′ 26″ O                     | Palais de justice en grès de style néo-roman (1900-1904) |                                                |
| Paysage des murs de Grates Cove (en)                          | 1995        | Division No. 1, Subdivision G 48° 10′ 00″ N, 52° 56′ 22″ O  | Zone de pâturages et de jardins définie par des zones de murs de pierres et témoignant du système communautaire typique de Terre-Neuve                                                            |                                                |
| Phare de cap Spear                                            | 1962        | Saint-Jean 47° 31′ 20″ N, 52° 37′ 36″ O                     | Le plus ancien phare à avoir subsisté jusqu'à nos jours à Terre-Neuve (1835) |                                                |
| Phare du cap Pine                                             | 1974        | Division No. 1, Subdivision V 46° 37′ 02″ N, 53° 31′ 56″ O  | Vieux phare cylindrique en fonte (1851); premier feu d'atterrissage à avoir été construit sur la dangereuse côte sud de la péninsule d'Avalon                                                     |                                                |
| Phare du cap Race                                             | 1975        | Division No. 1, Subdivision V 46° 39′ 31″ N, 53° 04′ 25″ O  | Phare qui se dresse à un endroit stratégique d'une importante route maritime; A été construit sur le dangereux et brumeux littoral sud de la péninsule d'Avalon                                   |                                                |
| Port au Choix                                                 | 1970        | Port au Choix 50° 42′ 45″ N, 57° 22′ 32″ O                  | Lieux de sépulture et d'occupation pré-contacts |                                                |
| Presbytère St. Thomas / maison de l'intendance et jardin      | 1968        | Saint-Jean 47° 34′ 21″ N, 52° 42′ 09″ O                     | Résidence et dépôt militaires mis en chantier en 1818 |                                                |
| Red Bay                                                       | 1979        | Red Bay 51° 44′ 00″ N, 56° 24′ 56″ O                        | Port baleinier basque du XVIe siècle · Patrimoine mondial (2013) |                                                |
| Signal Hill                                                   | 1951        | Saint-Jean 47° 34′ 25″ N, 52° 41′ 01″ O                     | Rappel du rôle joué par Signal Hill dans la défense de Saint-Jean; il est notablement associé à l'histoire de la défense et des communications au Canada                                          |                                                |
| Site béothuk de Boyd's Cove                                   | 1995        | Division No. 8, Subdivision G 49° 27′ 26″ N, 54° 38′ 12″ O  | Site archéologique important pour l'histoire béothuk |                                                |
| Tilting (en)                                                  | 2003        | Tilting 49° 41′ 59″ N, 54° 05′ 21″ O                        | Ce paysage illustre les adaptations de certains éléments empruntés aux modes de peuplement irlandais; paysage culturel                                                                            |                                                |
| Winterholme                                                   | 1991        | Saint-Jean 47° 34′ 20″ N, 52° 42′ 39″ O                     | Manoir de style néo-Queen Anne construit en 1905 |                                                |

## Lieux historiques nationaux ayant perdu leur intégrité commémorative
| Lieu                                      | Désignation | Municipalité   | Raison                          | Photo |
| ----------------------------------------- | ----------- | -------------- | ------------------------------- | ----- |
| Gare du Maritime Railway à Port Blandford | 1976        | Port Blandford | Détruite par un incendie (1981) |       |
| Maison Carey                              | 1982        | Witless Bay    | Démolie (1984)                  |       |